# Maciej Jerzy Serwański

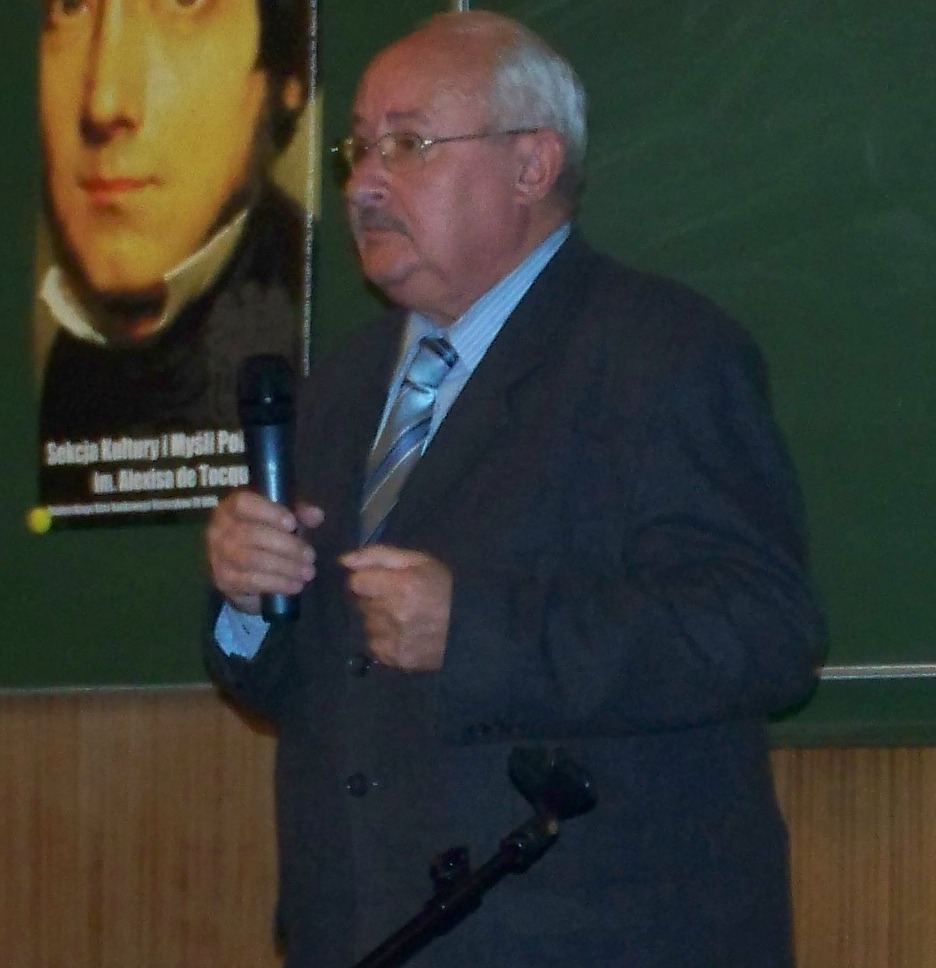
Prof. Maciej Jerzy Serwański – wykład o Ludwiku XIV zorganizowany przez ZKiMP – 14 stycznia 2009

Maciej Jerzy Serwański (ur. 5 listopada 1946 w Poznaniu, zm. 3 maja 2019 tamże) – polski historyk, profesor zw. dr hab. Uniwersytetu im. Adama Mickiewicza w Poznaniu.

## Przebieg kariery naukowej i zawodowej
Syn Edwarda Serwańskiego.
W 1964 ukończył III Liceum Ogólnokształcące w Poznaniu (obecnie ponownie im. św. Jana Kantego), w latach 1964–1969 studiował na Wydziale Filozoficzno-Historycznym Uniwersytetu im. Adama Mickiewicza w Poznaniu (UAM) na kierunku historia (temat pracy magisterskiej: Znajomość kultury francuskiej w Polsce w XVII wieku na seminarium profesora Janusza Pajewskiego), w latach 1969–1970 asystent naukowo-techniczny w Dziale Wydawnictw UAM, w latach 1970–1974 asystent i starszy asystent (jak również doktorant) w Instytucie Historii UAM w Poznaniu, w 1974 uzyskał stopień doktora nauk humanistycznych w zakresie historii (temat rozprawy doktorskiej: Stosunki polsko-francuskie w drugiej połowie XVI wieku, promotor: profesor Janusz Pajewski), w latach 1974–1988 adiunkt w Instytucie Historii UAM, w 1985 uzyskał stopień doktora habilitowanego nauk humanistycznych w zakresie historii (temat rozprawy habilitacyjnej: Polityka Francji wobec Polski w okresie wojny trzydziestoletniej), w latach 1988–1991 docent w Instytucie Historii UAM, w 1991 został profesorem nadzwyczajnym w Uniwersytecie im. Adama Mickiewicza w Poznaniu. Od 1992 zajmuje stanowisko kierownika Zespołu Dydaktycznego Historii Nowożytnej w Instytucie Historii UAM, w latach 1999–2012 zajmował stanowisko kierownika Zakładu Historii Nowożytnej do XVIII wieku w Instytucie Historii UAM, od 1999 zajmuje stanowisko pełnomocnika Dziekana Wydziału Historycznego ds. programu Socrates-Erasmus. W 2001 uzyskał tytuł profesora tytularnego (belwederskiego), od 2004 zajmuje stanowisko profesora zwyczajnego w Uniwersytecie im. Adama Mickiewicza w Poznaniu. W latach 2008–2012 członek Senackiej Komisji Odwoławczej UAM, w latach 2008–2009 – wykładowca w Wyższej Szkole Nauk Humanistycznych i Dziennikarstwa w Poznaniu. W latach 2012–2016 zajmował stanowisko kierownika Zakładu Historii Kultury w Instytucie Historii UAM. Od 2016 roku w Zakładzie Historii Nowożytnej do XVIII wieku.
Od 1978 organizator lub współorganizator dziewiętnastu międzynarodowych kolokwiów Poznań-Strasburg, od 1992 kierownik lub współkierownik siedmiu polskich i międzynarodowych projektów badawczych.
Wielokrotnie był profesorem wizytującym na uczelniach zagranicznych w Kanadzie (Québec, Université Laval – 1993) i Francji (Université de Haute Bretagne Rennes 2 – 1996; Université de Versailles Saint-Quentin-en-Yvelines – 1998, 1999, 2001, 2002, 2003; Université de Strasbourg – 1994, 2009; Université Paris VII Denis Diderot – 1999, 2004, 2010; Université de Paris IV-Sorbonne – 1988, 1995, 1996,1997, 2000, 2001, 2002, 2004, 2005, 2010), jak również wielokrotnie prowadził wykłady zagraniczne (we Francji, Belgii, Szwajcarii, Niemczech, Hiszpanii, Rosji, Szwecji, Danii, Włoszech i Czechach). Od 2002 promotor wyjątkowych w swojej liczbie na polskich uczelniach, siedmiu rozpraw doktorskich we współpromotorstwie z uniwersytetami we Francji i Hiszpanii. Autor ponad 200 publikacji w Polsce i za granicą (wydanych w językach polskim, francuskim, angielskim oraz hiszpańskim). Promotor ponad stu prac magisterskich, recenzent wielu rozpraw doktorskich (również we Francji), prac habilitacyjnych oraz przewodów profesorskich (również w Czechach).

## Specjalności zawodowe
- Historia powszechna nowożytna oraz historia Polski XVI–XVIII wieku
- Stosunki międzynarodowe w Europie XVI–XVIII wieku
- Historia dyplomacji w czasach nowożytnych
- Historia Francji i stosunki polsko-francuskie w XVI–XVIII wieku
- Problemy nauczania historii (dydaktyka historii)

## Przynależność do stowarzyszeń naukowych
- od 1970 członek Polskiego Towarzystwa Historycznego
- od 1993 członek „Centre Méridional de Rencontres sur le XVIIe siècle”, Université de Provence, Marsylia
- od 1994 członek, a od 1997 członek Zarządu „Commission Internationale pour la Publication des Sources de l'Histoire Européenne” (Monumenta Europae Historica); podkomisja ds. publikacji kontraktów małżeńskich dynastii europejskich
- od 1995 członek zagraniczny „Centre de  Recherche sur l'Histoire de l'Europe Centrale” na Université Paris IV-Sorbonne; od 2000 członek zwyczajny tego ośrodka naukowego
- od 1995 członek „Société d’Etudes du XVIIe Siècle” (z siedzibą na Université Paris IV-Sorbonne)
- od 1999 członek (jako professeur associé) centrum naukowo-badawczego „État, Société, Religion en Europe XVIIe–XVIIIe siècles – ESR 17–18” na Université de Versailles Saint-Quentin-en-Yvelines
- od 2002 członek „Groupe d’Études pluridisciplinaires sur l’Europe Centrale et Orientale” (GEPECO) na Université de Paris VII Denis Diderot
- od 2008 przewodniczący Rady Muzeum Miasta Ostrowa Wielkopolskiego
- od 2015 roku członek międzynarodowego Towarzystwa Naukowego „Sociétés Plurielles. Programme interdisciplinaire Université Sorbonne Paris Cité” (z siedzibą na Uniwersytecie Paris IV-Sorbonne)

## Odznaczenia
- 2000 – Złoty Krzyż Zasługi
- 2001 – kawaler Orderu Palm Akademickich (nadany przez rząd francuski)
- 2003 – Medal Komisji Edukacji Narodowej

## Publikacje

### Książki
- Henryk III Walezy w Polsce. Stosunki polsko-francuskie w latach 1566–1576, Wydawnictwo Literackie, Kraków 1976
- Historia powszechna XVI wieku. Teksty źródłowe, Wydawnictwo Naukowe UAM, Poznań 1978 (współautor: Z.Boras)
- Francja wobec Polski w dobie wojny trzydziestoletniej (1618–1648), Wydawnictwo Naukowe UAM, Poznań 1986
- Słownik władców polskich, Wydawnictwo Poznańskie, Poznań 1997 (et alii, drugie wydanie – 1999)
- Historia powszechna. Wiek XVI–XVIII, Wydawnictwo Poznańskie, Poznań 2001, (drugie wydanie – 2008)
- Staropolskie tradycje kontaktów z Francją – związki serca czy rozsądku, Instytut Historii UAM, Poznań 2009
- (wywiad-rzeka) F.Kubiaczyk, Nie tylko o historii... Rozmowy z Maciejem Serwańskim, Opuscula Gnesnensia 4, Instytut Kultury Europejskiej UAM, Gniezno 2013

### Redakcja i współredakcja prac zbiorowych
- Développement de la conscience nationale en Europe Centrale du XVIe au XXe siècle. Wydawnictwo Naukowe UAM, Poznań 1982 (współredakcja)
- Les expressions de l’identité sociale en Europe depuis la Renaissance. Wydawnictwo Naukowe UAM, Poznań 1990 (redakcja)
- Théâtre et société de la Renaissance à nos jours. Wydawnictwo Naukowe UAM, Poznań 1992 (redakcja)
- L’histoire en partage. Le récit du vrai. Questions de didactique et d’historiographie. Nathan, Paryż 1994 (współredakcja)
- Le rôle des médias à travers l’histoire. Instytut Historii UAM, Poznań 1995 (redakcja)
- L’explication en histoire. Problèmes historiographiques et didactiques. Instytut Historii UAM, Poznań 1996 (współredakcja)
- Słownik władców Europy średniowiecznej. Wydawnictwo Poznańskie, Poznań 1998 (współredakcja)
- Słownik władców Europy nowożytnej i najnowszej. Wydawnictwo Poznańskie, Poznań 1998 (współredakcja)
- Słownik dynastii Europy. Wydawnictwo Poznańskie, Poznań 1999 (współredakcja)
- L’Histoire et ses fonctions. Une pensée et des pratiques au présent. L’Harmattan, Paryż 2000 (współredakcja)
- Les grands hommes des autres. Instytut Historii UAM, Poznań 2000 (redakcja)
- Seria Zrozumieć Dzieje (Historia powszechna. Starożytność.; Historia powszechna. Średniowiecze.; Historia powszechna. Wiek XVI–XVIII.; Historia powszechna. Wiek XIX.; Historia powszechna. Wiek XX. Wydawnictwo Poznańskie, Poznań 2001 (redakcja naukowa)
- Francja, Niemcy i Polska w Europie nowożytnej i najnowszej (XVI–XX wiek) – La France, l’Allemagne et la Pologne dans l’Europe moderne et contemporaine (XVIe–XXe s.) – Frankreich, Deutschland und Polen im neuzeitlichen und modernen Europa (16. bis 20. Jh.). Instytut Historii UAM, Poznań 2003 (współredakcja)
- La Pologne et l’Europe occidentale du Moyen-Age à nos jours. Instytut Historii UAM, Poznań–Paryż 2004 (współredakcja)
- Obrzeża nowożytnej Rzeczypospolitej. Kwestie wyznaniowe, społeczne i narodowościowe. Wydawnictwo Naukowe UAM, Poznań 2005 (współredakcja)
- Stratégies de la Contre-Réforme en France et en Pologne. Instytut Historii UAM, Poznań 2006 (współredakcja)
- Amis et ennemis héréditaires : les stéréotypes nationaux. Instytut Historii UAM, Poznań 2006 (współredakcja)
- « Toute la France est polonaise ». La présence polonaise en France aux XIXe et XXe siècles. Wydawnictwo Poznańskie, Poznań–Paryż 2007 (współredakcja)
- Religion et nations. Entre l’universel et les particularismes. Instytut Historii UAM, Poznań 2008 (współredakcja)
- Jeux et sports de la Renaissance à nos jours. Instytut Historii UAM, Poznań 2013 (współredakcja)

### Artykuły
- Lista wybranych artykułów prof. Macieja Serwańskiego – zob. na stronie internetowej Instytutu Historii UAM